# Geelsnavelkoekoek
De geelsnavelkoekoek (Coccyzus americanus) is een vogel uit de familie van de koekoeken. De wetenschappelijke naam van de soort werd in 1758 als Cuculus americanus gepubliceerd door Carl Linnaeus. De vogel komt voor in Noord, Midden en Zuid-Amerika.

## Beschrijving

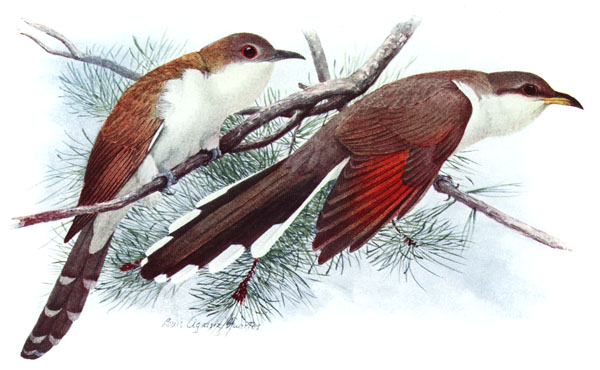
Vergelijking tussen de zwartsnavelkoekoek (achter) en de geelsnavelkoekoek (voor)

De volwassen geelsnavelkoekoek heeft een lange staart die bovenaan bruin en onderaan zwart-wit gekleurd is, en een zwarte gekromde snavel met geel voornamelijk op de ondersnavel. De kop en de bovenste delen van het lichaam zijn bruin en de onderste delen van het lichaam zijn wit. Om het oog zit een gele ring. Tijdens de vlucht is een kaneelkleur te zien op de vleugels. Jonge exemplaren zien er bijna hetzelfde uit, op de staart na, die onderaan grijs-wit is in plaats van zwart-wit.
De geelsnavelkoekoek heeft verschillende roepen, waarvan de meest voorkomende een snelle ka ka ka ka ka kow kow kow is.

### Leefwijze
Het voedsel van de geelsnavelkoekoek bestaat voornamelijk uit insecten (vooral vlinders en cicaden), maar ook uit hagedissen, eieren van andere vogels en bessen.

## Voortplanting
Ze nestelen in een boom of struik, meestal 1 tot 4 meter boven de grond. Het nest is een dun platform van korte takjes geplaatst op een horizontale tak. De drie tot vier eieren worden gedurende 14 dagen of minder uitgebroed. De kuikens zijn op een leeftijd van zeven tot negen dagen al in staat met behendigheid te klimmen en kunnen rond dezelfde tijd ook voor het eerst vliegen. De tijd tussen het leggen van de eieren en het uitvliegen kan zo kort zijn als 17 dagen.
Zo nu en dan leggen geelsnavelkoekoeken hun eieren in het nest van een andere vogel (vaak in die van de zwartsnavelkoekoek), maar ze zijn geen echte broedparasieten zoals bijvoorbeeld de koekoek.

## Voorkomen en leefgebied
Het broedgebied van de geelsnavelkoekoek bestaat uit loofbossen van het zuiden van Canada tot noordelijk Mexico en West-Indië. De soort trekt naar Midden-Amerika en ver naar het zuiden tot het noorden van Argentinië. In zeldzame gevallen zwerven vogels van deze soort naar West-Europa. Er zijn waarnemingen in minstens negen Europese landen, waaronder België; alleen in het Verenigd Koninkrijk waren in 1999 al 60 waarnemingen. Op 12 oktober 2022 werd de soort voor het eerst in Nederland waargenomen maar de vogel verdronk vrij kort na de ontdekking in de Nieuwe Waterweg.

## Status
Er heerst een voortdurende discussie over de taxonomische status van het westelijke ras en of deze verschilt van het ras in het oosten. Deze vraag is belangrijk voor de beschermingsstatus van de soort in het westen, waar de populatie nog slechts een fractie is van die van een eeuw geleden. Het aantal vogels van deze soort in het westen van Noord-Amerika daalt snel en is in de eerste helft van de twintigste eeuw volledig verdwenen uit Brits-Columbia, Washington en Oregon. Populaties in het oosten zijn ook afgenomen, hoewel niet zo sterk als in het westen.